# Muzej Antioquia
Muzej Antioquia (špansko Museo de Antioquia) je umetniški muzej v Medellínu v Kolumbiji. V njem je velika zbirka del Fernanda Botera in Pedra Nela Gómeza iz Medellína.
To je bil prvi muzej, ustanovljen v departmaju Antioquia in drugi v Kolumbiji. Muzej je v središču Medellína na trgu Botero Plaza v bližini podzemne postaje Berrío Park.

## Zgodovina
Leta 1881 je skupina, v kateri so bili Manuel Uribe Ángel, Antonio José Restrepo in Martin Gómez, ustanovila muzej Zea v čast Franciscu Antonio Zea v knjižnici suverene države Antioquia. Prva zbirka je vsebovala knjige ter zgodovinske in umetniške artefakte njenih ustanoviteljev. Uribe Angel je svojo zbirko podaril pod pogojem, da bo prvi direktor muzeja. V sklopu muzeja je bila tudi knjižnica.
Zgodovina departmaja je bila predstavljena v dokumentih, orožju, zastavah in drugih predmetih od časa kolumbijske neodvisnosti do tisočdnevne vojne. Zbirka je vsebovala tudi predkolumbovske predmete, kamnine, minerale in kovance.
Knjižnica je imela na tisoče zvezkov, povezanih z zgodovino, umetnostjo in znanostjo, ter zbirko prvih časopisov v državi. Leta 1886 je bila ustava reformirana in status Antioquie kot suverene države se je spremenil v status, ki ga ima danes kot departma. Posledično so morali subjekti, kot je muzej, biti odvisni od centralne vlade in guvernerjev. Muzej se je nadaljeval glede na upravni departma.
Muzej se je zaprl in postal palača Rafaela Uribeja Uribeja, guvernerja Antioquiaje. Del zbirke je bil shranjen v skladišču, drugi del pa je bil poslan na Univerzo v Antioquiaju in Zgodovinsko akademijo Antioquia.
Leta 1946 sta bila Teresa Santamaria de Gonzalez in Joaquin Jaramillo Sierra iz Častnega društva za izboljšanje Medellína zaskrbljena, da mesto nima reprezentativnega muzeja. Predlagala sta ponovno odprtje muzeja in iskala nekoga, ki bi lahko zaščitil muzej pred vladnim nadzorom ali zaprtjem. Tako so ustanovili muzej kot zasebni neprofitni subjekt.
Leta 1953 je muzej dobil pravni status in se je končno odprl leta 1955 v Casa de la Moneda (Hiša kovancev), ki je bila nekdanja tovarna aguardiente (žganih pijač). (Kraj je zdaj Ala Experimental, poleg cerkve Veracruz). Lokacijo je omogočila nacionalna banka, mesto Medellín pa je stavbo dalo v izključno uporabo muzeja.
Leta 1977 je muzej spremenil ime v Muzej umetnosti Francisca Antonio Zea v Medellínu. Ime je bilo spremenjeno, da bi se izognili zmedi: turisti niso razumeli pomena Zee, domačini pa so muzej zamenjali z muzejem Cera (voščenih).
Leta 1978 je umetnik Fernando Botero prvič daroval svoja dela muzeju. Nato je bilo predlagano, da se ime spremeni v Muzej Antioquia. Spremembo je sprejel guverner.
Leta 1997 se je začel postopek obnove. V tem času je bil muzej v gospodarski stiski in število letnih obiskovalcev je bilo nizko.

### Museo 360
Od leta 2016, s prihodom Maríe del Rosario Escobar na mesto direktorice, se je Muzej Antioquia lotil projekta Museo 360, s katerim želi muzej začrtati kot prostor za srečanja in razmišljanja, ki »prepoznavajo resničnost mesta, namesto da bi jo skrivali.« Cilj Museo 360 je »poravnati zgodovinske dolgove izključenosti, diskriminacije« in premagati »nezmožnost razumevanja drugega zaradi strahu pred drugačnim«. Po mnenju Escobarjeve je poslanstvo muzeja »pregledati zgodovino in njene zgodbe ter ustvariti nove zgodbe, ki so vključujoče in nam omogočajo, da razumemo, da problemi mesta in njegovih protagonistov obstajajo.« Ta institucionalni pristop želi izzvati razmišljanja o zgodovinskih poteh, ki so vodile v sedanjost družbe in vlogo, ki jo imajo kulturne institucije v teh procesih.
V skladu s tem kuratorska strategija stalnih galerij obiskovalce vabi k poizvedovanju o vlogi umetnostne zgodovine in muzejev pri krepitvi izključujočih družbenih konstruktov. Drug primer novega pristopa muzeja je umetniški rezidenčni projekt umetnice Nadie Granados, ki je s kustosinjo Carolino Chacón in skupino seksualnih delavcev s sedežem v središču Medellína razvila nagrajeni kabaret/predstavo Nadie sabe quién soy yo (Nihče ne ve kdo sem) leta 2017. Od takrat naprej so izvajalci financirali skupino Las Guerreras del Centro (Mestni bojevniki), kolektiv, ki je skozi umetniške nastope, krožke za pletenje in druge skupnostne akcije osvetlil življenja in zgodbe seksualnih delavcev.
Nadie sabe quién soy yo je bil začetek serije kuratorskih in izobraževalnih sodelovanj med Las Guerreras del Centro in muzejem Antioquia. Takšni projekti sodelovanja predstavljajo destigmatizacijo in opolnomočenje kritičnih muzeoloških praks, ki ustvarjajo nove prostore za izmenjave in socialne dialoge znotraj in zunaj muzeja. Ti prostori izhajajo iz muzeja, ustvarjajo povezave onstran muzejskih zidov in drastično spreminjajo odnos muzeja do družbenega okolja.

## Stavba
Ena najpomembnejših prednosti v procesu prenove Muzeja Antioquia je bila obnovitev sijaja stare mestne palače, ki je danes postala glavni sedež ustanove.
Leta 1931 je svet Medellína odprl natečaj, ki je želel nagraditi najboljši načrt za izgradnjo novega sedeža občinske uprave. Pogoj za sodelovanje je bil, da so arhitekti in materiali kolumbijski ter da je treba upoštevati ekonomski dejavnik.
Leta 1932 so žirija Tulio Medina, Rafael Toro, Pedro Nel Gómez, Jesús A. Mejía in Arturo Longas soglasno izbrali predlog, ki ga je predstavil HM Rodríguez e Hijos, za »njegovo uspešno distribucijo v prostorih, njegovo definirano in enostavno kroženje, popolno in dobro preučeno sanitarno inštalacijo, harmoničen in trezen sklop njegovih fasad, v katerem je bil jasno opredeljen njen značaj«. Odobreni načrt je zahteval skrb, da se ne bi prikrila lepota stavbe.
V stavbi, ki je bila odprta 12. oktobra 1937, je bila do leta 1988 sedež županovega urada in sveta Medellína, ko je prešla v roke Empresas Públicas de Medellín. Leta 1995 je bila razglašena za nacionalni spomenik.
Leta 2000 je stavba postala muzej. Konservatorska, restavratorska in prilagoditvena dela omogočajo povrnitev prvotne lepote objekta, ki kljub spremembam in agresijam, katerih žrtev je bil skozi čas, ohranja svojo kakovost in arhitekturno vrednost. Med prostori, ki so bili obnovljeni za uživanje obiskovalcev, izstopajo stari prostori sveta Medellína, ki so zdaj preurejeni v avditorij, z impozantno fresko La República, ki jo je naredil mojster Pedro Nel Gómez, ki je na ogled.

### Osnovni podatki o objektu
- Arhitekt: Martín Rodríguez H., H. M. Rodríguez e Hijos.
- Datum gradnje: 1932 - 1937
- Velikost parcele: 4504 m²
- Prizidek glavne fasade: 84,5 m
- Število nadstropij: Tri, ima tudi polklet, ki deluje kot nadstropje več.
- Slog: Art déco
- Lokacija: Stavba zaseda en blok v središču Medellína, med Carabobo in Cundinamarca (52 in 53) ter Avenida de Greiff in Calibío (52).